# Prem Sikka
Pour les articles homonymes, voir Sikka.
Prem Nath Sikka, baron Sikka, né le 1er aout 1951, est un expert-comptable et universitaire britannique. Il occupe le poste de professeur de comptabilité à l'université de Sheffield et est professeur émérite de comptabilité à l'université de l'Essex.

## Carrière
Sikka émigre au Royaume-Uni depuis l'Inde avec sa famille en 1966 et quitte l'école deux ans plus tard,. Il déclare à propos de ses parents qu'ils "étaient des gens de la classe ouvrière - et le travail les a finalement tués": sa mère est décédée à l'âge de 53 ans et son père, militant du Parti travailliste, est décédé à 59 ans. Il devient ensuite commis comptable chez un courtier d'assurances à Londres. Il poursuit ses études via des études à temps partiel, obtenant des niveaux O et A avant de se qualifier en tant que comptable agréé de l'Association of Chartered Certified Accountants en 1977 .
Sikka travaille dans la comptabilité d'entreprise dans les années 1970, avant de rejoindre le North East London Polytechnic en tant que lecteur en 1979, où il devient lecteur principal l'année suivante, lecteur principal en 1986, lecteur en 1993 et professeur en 1995, avant de quitter l'institution (maintenant l'université de Londres-Est) en 1996 . En 1982, il obtient une maîtrise en comptabilité et finance de la London School of Economics. En 1991, il obtient un doctorat en comptabilité de l'université de Sheffield. En 1995, il obtient un baccalauréat en sciences sociales de l'Open University . En 1996, Sikka rejoint l'université de l'Essex, où il occupe maintenant le poste de professeur émérite. En 2017, il rejoint l'université de Sheffield en tant que professeur de comptabilité ,.
Sikka est cofondateur de l'ONG Tax Justice Network et en est conseiller principal depuis sa création en 2002. Grâce à cela, il s'implique dans la politique, informant le groupe de campagne socialiste avant de s'impliquer dans l'élaboration de politiques pour Jeremy Corbyn et John McDonnell alors qu'ils sont respectivement chef du Parti travailliste et chancelier fantôme de l'Échiquier, travaillant sur des questions liées à la fiscalité, la gouvernance d'entreprise et rémunération des dirigeants .

## Critique de la profession comptable
Sikka est un critique virulent de la profession comptable, en particulier en ce qui concerne ses rôles dans l'audit des sociétés publiques et l'aide voire la complicité à l'égard des sociétés transnationales qui évitent les impôts. Il écrit sur les échecs d'audit, les problèmes de gouvernance d'entreprise, le blanchiment d'argent, l'insolvabilité et l' évasion fiscale pour The Guardian depuis 1990. Il écrit également pour The Independent et HuffPost.
Les recherches de Sikka sont décrites comme portant sur le « côté obscur du capitalisme ». En mai 2017, Sikka participe au documentaire The Spider's Web: Britain's Second Empire sur les relations du Royaume-Uni avec les paradis fiscaux.
L'utilisation active des médias par Sikka en tant qu'universitaire pour critiquer la profession comptable a elle-même fait l'objet de recherches universitaires.

## Chambre des lords
Il est nommé pair à vie dans les honneurs politiques 2020 et fait baron Sikka, de Kingswood à Basildon dans le comté d'Essex le 10 septembre.

## Publications
Il travaille sur les problèmes d'audit, d'évasion fiscale, de responsabilité sociale des entreprises et de gouvernance d'entreprise. Selon Google Scholar, les publications académiques suivantes de Sikka ont été citées plus de 100 fois en janvier 2019 :
- Sikka, P. (2009) Crise financière et silence des commissaires aux comptes . Comptabilité, Organisations et Société, 34 (6-7), 868-873.
- Sikka, P., & Willmott, H. (1995). Le pouvoir de l'indépendance : défendre et étendre la compétence de la comptabilité au Royaume-Uni . Comptabilité, Organisations et Société, 20(6), 547-581.
- Sikka, P., Puxty, A., Willmott, H., & Cooper, C. (1998). L'impossibilité d'éliminer l'écart des attentes : quelques théories et preuves . Perspectives critiques sur la comptabilité, 9(3), 299-330.
- Sikka, P., & Willmott, H. (2010). Le côté obscur des prix de transfert : son rôle dans l'évasion fiscale et la rétention de la richesse . Perspectives critiques sur la comptabilité, 21(4), 342-356.
- Arnold, PJ et Sikka, P. (2001). Mondialisation et relation État-profession : le cas de la Banque de crédit et de commerce international . Comptabilité, Organisations et Société, 26(6), 475-499.
- Sikka, P. (2010, septembre). Fumée et miroirs : responsabilité sociale des entreprises et évasion fiscale . Forum comptable, 34(3-4), 153-168.
- Sikka, P., Willmott, H. et Lowe, T. (1989). Gardiens du savoir et de l'intérêt public : preuves et problèmes de responsabilité dans la profession comptable au Royaume-Uni . Journal de comptabilité, d'audit et de responsabilité, 2 (2).
- Hammond, T. et Sikka, P. (1996). Radicaliser l'histoire comptable : le potentiel de l'histoire orale . Journal de comptabilité, d'audit et de responsabilité, 9 (3), 79-97.
- Sikka, P. (2008). Culture d'entreprise et cabinets comptables : les nouveaux maîtres de l'univers . Journal de comptabilité, d'audit et de responsabilité, 21 (2), 268-295.
- Mitchell, A., Puxty, T., Sikka, P. et Willmott, H. (1994). Les déclarations éthiques comme écrans de fumée pour les intérêts particuliers : le cas de la profession comptable au Royaume-Uni . Journal of Business Ethics, 13(1), 39-51.
- Mitchell, A., Sikka, P. et Willmott, H. (1998). Balayer sous le tapis : Le rôle des cabinets comptables dans le blanchiment d'argent . Comptabilité, Organisations et Société, 23(5-6), 589-607.
- Sikka, P., & Willmott, H. (1995). Éclairer la relation État-profession : les comptables agissant comme enquêteurs du département du commerce et de l'industrie . Perspectives critiques sur la comptabilité, 6(4), 341-369.
- Mitchell, A., & Sikka, P. (1993). La comptabilité du changement : Les institutions comptables . Perspectives critiques sur la comptabilité, 4(1), 29-52.
- Sikka, P., Willmott, H. et Puxty, T. (1995). Les montagnes sont toujours là : les universitaires comptables et les repères des intellectuels . Journal de comptabilité, d'audit et de responsabilité, 8 (3), 113-140.
- Sikka, P., & Hampton, MP (2005). Le rôle des cabinets comptables dans l'évasion fiscale : quelques éléments de preuve et problèmes . Forum comptable, 29(3), 325-343.